# Caille tasmane
Synoicus ypsilophorus
Espèce
Statut de conservation UICN

 LC  : Préoccupation mineure
La Caille tasmane (Synoicus ypsilophorus) est une espèce d'oiseaux de la famille des Phasianidae.
La caille tasmane (ou australe) est une espèce à plumage très variable qui a parfois été scindée en deux espèces, C. ypsilophora et C. australis.  Ce taxon présente des différences notables avec les autres espèces du genre Coturnix, c’est pourquoi il a autrefois été placé dans un genre à part Synoicus. Aujourd’hui la majorité des scientifiques s’accorde sur le statut d’une seule espèce, du genre Coturnix, séparée en un grand nombre de sous-espèces (Hennache & Ottaviani 2011).

## Distribution
Cette espèce a une très large répartition géographique en Australie et en Indonésie. Elle occupe les îles de la Sonde, Sumba, Timor, Flores, la Nouvelle-Guinée, les îles Vanuatu, l’Australie et la Tasmanie. Elle a été introduite aux îles Fidji et en Nouvelle-Zélande.

## Sous-espèces
La distribution de cette caille, dans une multitude d’îles, explique le nombre de sous-espèces, plus d’une dizaine, correspondant toutes à des populations évoluant isolément.
- S. y. raaltenii (Müller 1842) occupe les îles de la petite Sonde : Flores, Timor et un chapelet de petites îles autour de celles-ci.
- S. y. pallidior (Hartert, 1897) se rencontre à Sumba et Sawu.
- S. y. saturatior  (Hartert, 1930) vit dans le nord de la Nouvelle-Guinée.
- S. y. dogwa (Mayr & Rand, 1935), dans le sud de la Nouvelle-Guinée.
- S. y. plumbeus  (Salvadori, 1894), de l’est de la Nouvelle-Guinée.
- S. y. monticola (Mayr & Rand, 1935) est une forme d’altitude du sud-est de la Nouvelle-Guinée.
- S. y. mafulu (Mayr & Rand, 1935), des pentes méridionales du sud-est de la Nouvelle-Guinée.
- S. y. australis (Latham, 1802), décrite ci-dessus, se rencontre en Australie.
- S. y. ypsilophora Bosc, 1792 est la forme nominative qui vit en Tasmanie.

## Habitat
La caille australe est plus attirée par les couverts arbustifs et les endroits humides que les autres espèces du genre Coturnix. Elle est aussi moins nomade. Elle fréquente les friches avec couvert arbustif en bordure de fleuves ou de zones humides, les prairies alpines, les pâturages, les clairières forestières, les chaumes de céréales, les bords de route, les savanes, les prés salés. On la rencontre surtout aux  basses altitudes, mais elle peut monter jusqu’à 1000m et même à 3600m en Nouvelle-Guinée. Elle présente une nette prédisposition à coloniser rapidement les nouveaux habitats vierges comme les zones déforestées (Hennache & Ottaviani 2011).

## Mœurs
La caille tasmane est un oiseau timide, difficile à apercevoir. Elle est surtout active le matin ou en fin d’après-midi lors de la recherche de nourriture ou lorsqu’elle prend son bain de poussière. Elle vit en compagnies comptant de trois à six individus, probablement une famille, mais parfois pouvant compter jusqu’à 15 oiseaux. Alertée, elle répugne à s’envoler, préférant piéter en se faufilant entre les herbes. Sinon, toute la compagnie d’envole d’un coup, chaque caille s’élevant brutalement à la verticale, d’un vol rapide qu’elle poursuit horizontalement, entrecoupé de vols planés, puis se repose brusquement dans le couvert et se sauve en courant. Une fois au sol, les divers individus de la compagnie s’appellent  par de petits cris pour se retrouver. La nourriture consiste en graines et petits invertébrés, mais cette espèce ne dédaigne pas, occasionnellement, de petits reptiles (Coates 1985, Hennache & Ottaviani 2011).

## Voix
Le cri d’alerte, poussé de préférence au lever du jour ou à la tombée de la nuit, consiste en une courte note suivie d’une autre plus haute et prolongée, tou-wiiiiiip (Coates 1985).

## Nidification
Cette caille est monogame. La date de nidification est variable : dans le sud de la Nouvelle-Guinée, à Port Moresby, des jeunes ont été observés de la fin de la saison sèche à la fin de la saison humide, soit d’octobre à juin ; dans les montagnes du centre de la Nouvelle-Guinée (province de Chimbu), ils sont visibles de juillet à septembre, en saison sèche donc (Coates 1985).

## Statut, conservation
Cette espèce, commune en Tasmanie, dans la Nouvelle-Galles du Sud et dans les régions du Victoria, n’est pas vraiment menacée. Ses populations ont pu diminuer localement, mais sa capacité à coloniser les zones déforestées lui assure un certain équilibre (Hennache & Ottaviani 2011).